# Mannen die vrouwen haten (film)
Mannen die vrouwen haten (Zweeds: Män som hatar kvinnor) is een Zweedse thriller uit 2009 onder regie van Niels Arden Oplev. Het verhaal is een verfilming van het gelijknamige eerste boek uit de Millennium-trilogie van schrijver Stieg Larsson. De film werd tijdens de European Film Awards 2009 genomineerd voor de publieksprijs, de prijs voor beste actrice (Noomi Rapace) en die voor beste filmmuziek (van Jacob Groth).
Mannen die vrouwen haten werd in 2010 opgevolgd door De vrouw die met vuur speelde, de verfilming van het tweede deel van de Millennium-trilogie. In hetzelfde jaar verscheen ook het derde deel onder de naam Millennium 3: Gerechtigheid.

## Verhaal

### Proloog
Journalist Mikael Blomkvist (Mikael Nyqvist) publiceert in zijn Zweedse tijdschrift Millennium onderzoeksverhalen en probeert zo een waakhond te zijn tegen uitspattingen van onder meer inhalige zakenlui. Hiermee loste hij bijvoorbeeld in de jaren 80 een serie bankovervallen op. Met zijn opstelling heeft hij over de jaren heen zowel mede- als tegenstanders gemaakt. Tot die laatste categorie behoort de corrupte zakenman Hans-Erik Wennerström (Stefan Sauk), die een rechtszaak wegens smaad en laster tegen Blomkvist begint, na een artikel over diens illegale praktijken. Omdat na publicatie zijn getuigen spoorloos verdwenen en de documenten die hem toegespeeld waren allemaal vals bleken, wordt Blomkvist veroordeeld tot drie maanden gevangenisstraf. Blomkvist voelt dat hij er is ingeluisd, maar heeft slechts zes maanden om te repliceren voordat hij moet gaan zitten. Op aanraden van zijn collega Janne Dahlman (David Dencik) laat hij Millennium en de zaak Wennerström een tijdje liggen zodat de commotie in de Zweedse pers over kan waaien.

### Verdwijning
Blomkvist beseft niet dat hij al een tijd in de gaten gehouden wordt door computerhacker Lisbeth Salander (Noomi Rapace), een moeilijk benaderbare, zonderling levende jonge vrouw, met veel en grote tatoeages, die meestal in het zwart is gekleed. Zij heeft Mikaels doopceel gelicht en brengt hierover rapport uit bij haar opdrachtgever, advocaat Dirch Frode (Ingvar Hirdwall) die haar heeft ingehuurd via het detectivebureau Milton Security, waarvoor ze regelmatig opdrachten uitvoert. Frode wil eerst zekerheid over Blomkvist voordat hij hem zal benaderen voor een speciale opdracht. Salander lijkt na haar onderzoek overtuigd van Blomkvists professionaliteit en eerlijkheid, ze vermoedt ook dat Mikael er door Wennerström is ingeluisd.
Frode zoekt telefonisch contact met Blomkvist en nodigt hem daarna uit bij zijn cliënt, de 82-jarige Henrik Vanger (Sven-Bertil Taube), voormalig topman van het bekende Vanger-concern. Vanger vraagt Blomkvist om, tegen betaling, een nieuwe poging te doen om de verdwijning van zijn nichtje Harriet (Ewa Fröling) op te lossen. Henrik Vanger weet bijna zeker dat een van zijn familieleden haar vermoord heeft, maar de verdeeldheid en haat binnen de familie is zo groot dat iedereen voor hem een verdachte kan zijn. Jaarlijks wordt Henrik een ingelijste gedroogde bloem met onderschrift toegestuurd, telkens vanuit een andere stad in de wereld, wat hij ervaart als een erg kwetsende geste van de moordenaar van Harriet.
Zij verdween in 1966 op zestienjarige leeftijd en daarna werd er nooit meer iets van haar vernomen. De laatste keer dat Harriet gezien is, op het eiland Hedeby bij Hedestad, waar de hoofdvestiging van het Vanger-concern ligt en waar de jaarlijkse aandeelhoudersvergadering zou doorgaan. Op het uitgebreide familiediner die avond kwam ze niet opdagen.
Harriet had vroeger nog op Mikael gepast als peuter -Blomkvists' vader was toen werknemer van het concern- dus Mikael heeft vage herinneringen aan haar. Uiteindelijk wil Blomkvist deze opdracht aannemen en daarvoor naar het eiland te verhuizen. Henrik regelt voor hem een leegstaande houten woning en stelt hem alles ter beschikking dat nodig of dienstig kan zijn voor zijn zoektocht naar Harriet.

### Seriemoorden
Blomkvist begint met het uitspitten van de achtergrond van de familie Vanger. Hij ontdekt dat er destijds drie broers in de familie lid waren van de Zweedse nazipartij: Harald, Richard en Gottfried. Daarvan leeft alleen Harald nog, hij woont in een huis op het eiland in strenge, ziekelijke afzondering. Gottfrieds zoon Martin (Peter Haber), die ook op het eiland woont, heeft tegenwoordig de leiding van het Vanger-concern.
Blomkvist vindt ook Harriets dagboek, waarin vijf namen van vrouwen geschreven staan, met achter iedere naam een reeks cijfers. Andere speurders, waaronder rechercheur Gustaf Morell (Björn Granath), hebben eerder geprobeerd uit te zoeken wat dit kan betekenen, maar niemand vond een sluitende verklaring. De voornamen boden geen enkel aanknopingspunt en de cijferreeksen blijken geen verband te hebben met bijvoorbeeld telefoonnummers. Blomkvist slaat alle gegevens op in zijn computer.
Hoewel haar opdracht voor Milton Security formeel is afgelopen, volgt Lisbeth Salander nog steeds het werk van Mikael Blomkvist door zijn computer te hacken. Ze stuurt hem een anonieme e-mail waarin ze haar verklaring voor de getallenreeksen geeft: het zijn nummers van Bijbelverzen. Stuk voor stuk blijken het Bijbelcitaten die handelen over vrouwen die omwille van een bepaalde reden ritueel gedood moesten worden.
Nadat Blomkvist met deze mail naar advocaat Frode stapt, beseft die dat Salander erachter moet zitten en stuurt hij Blomkvist naar haar toe. Lisbeth ontvangt hem zeer gereserveerd en wil de boot afhouden, maar Mikael veronderstelt dat ze gevonden wilde worden, anders had een doorgewinterde hacker zich nooit laten achterhalen. Omdat zij kon oplossen wat anderen eerder niet gelukt was, vraagt hij haar hulp in zijn zoektocht naar Harriet. Lisbeth gaat steeds nauwer met Mikael samenwerken en ze trekt bij hem in. Het houten huisje op het eiland houdt daardoor de aandacht gaande van bedillerige leden van de Vanger-clan. Henrik, die onverwacht moet worden opgenomen na een zware hartaanval, blijft vanop afstand de resultaten van het speurwerk volgen. Lisbeth Salander installeert elektronische beveiliging in en rond het huis na pogingen tot inbraak.
Daar wordt ook duidelijk dat Lisbeth behalve over een scherp denkvermogen ook over een fotografisch geheugen beschikt. Lisbeth Salander blijkt een traumatisch leven achter de rug te hebben -ze is als kind gedwongen opgenomen in een psychiatrische inrichting en daar systematisch mishandeld- wat haar erg gesloten, achterdochtig, moeilijk benaderbaar en opvliegend heeft gemaakt. Haar partner Mikael Blomkvist zegt op een bepaald ogenblik dat zij zoveel over hem weet, maar dat hij nauwelijks iets kent van haar verleden en achtergrond. Ze antwoordt hem dan dat dit misschien wel het best is zo.
Dat haar traumatisch leven nog niet voorbij is, wordt duidelijk als haar vertrouwde curator, in een verpleeghuis opgenomen met een halfzijdige verlamming, van rechtswege wordt vervangen door een nieuwe: advocaat Niels Bjurman (Peter Andersson). Die legt haar meteen financiële beperkingen op en dwingt Lisbeth tot seksuele handelingen in ruil voor 'extra' geld. Als ze onverwacht door hem vastgebonden en brutaal verkracht wordt, slaagt Lisbeth er in daarvan, als dat voor de tweede maal plaatsvindt, een video-opname te maken. Hier neemt ze wraak mee: ze overvalt hem 's nachts in zijn woning, knevelt hem en tatoeëert op zijn buik "Ik ben een sadistisch varken en een verkrachter". Zo dwingt Lisbeth haar curator Bjurman tot afspraken die haar opnieuw meer vrijheid gunnen. Lisbeth dreigt ermee de video-opname van zijn verkrachting te verspreiden als hij die niet na zou komen.
Samen komen Blomkvist en Salander er via nauwkeurig zoekwerk in krantenarchieven en oude dossiers van lokale politiekorpsen achter dat de vijf voornamen in Harriets bijbel dezelfde zijn als die van vijf vrouwen die vanaf 1949 gemarteld en vermoord werden, precies als beschreven in de genoemde Bijbelverzen. Daarmee blijft nog onduidelijk hoe en waar Harriet zelf in dit verhaal past. De moorden, gespreid over tientallen jaren, geven geen enkel aanknopingspunt want de eerste vrouw werd vermoord nog voor Harriet geboren werd.
Wanneer Blomkvist Cecilia Vanger (Marika Lagercrantz) ontmoet, ziet hij dat ze een halsketting draagt die -in zijn herinnering- vroeger van Harriet moet geweest zijn. Hij voelt zich in zijn mening ondersteund door een vage foto waarin zij met het sieraad te zien is, de laatste opname die van Harriet gemaakt zou zijn. Cecilia begrijpt niet waar Mikael het over heeft en windt zich op, zij zegt Mikael dat ze die ketting geërfd heeft van haar zus Anita. Nu Blomkvist hierover nadenkt, realiseert hij zich dat Harriet vaak niet in haar eentje op hem paste, maar dat Anita daar vaak ook bij was. Harriet en Anita leken nogal op elkaar. Maar Anita blijkt op 37-jarige leeftijd in Londen te zijn overleden aan borstkanker.

### Nieuw spoor
Iemand blijkt te vinden dat Blomkvist te dichtbij komt: wanneer hij op het eiland door het bos gaat joggen, wordt hij achtervolgd en beschoten met een jachtgeweer. Mikael krijgt van verschillende goedmenenden de raad om het voorlopig wat rustiger aan te doen, maar daar heeft hij helemaal geen oren naar. Blomkvist en Salander realiseren zich dat de vermoorde vrouwen Sara, Mari, Magda, Liv en Rebecka allemaal Joodse namen hebben. De familie Vanger telde drie oud-nazi's, Harriet moest waarschijnlijk verdwijnen omdat -zoals uit de aantekeningen in haar bijbel bleek- ze het patroon achter de moorden op de vrouwen doorhad. 
Blomkvist dringt 's avonds het huis binnen van de oude Harald (Gösta Bredefeldt) en wordt daar onverwacht met een geweer belaagd door de oude man. Zijn neef Martin komt op tijd binnen en kan voorkomen dat hij Blomkvist verder verwondt. Hij neemt Harald het geweer af en Mikael gaat met Martin mee voor een borrel in zijn huis vlakbij.
Op datzelfde moment is Lisbeth op zoek in het uitgebreide bedrijfsarchief van het Vanger-concern. Haar aandacht wordt getrokken door de trui van de jonge Martin op een foto in een oud bedrijfsblad. Hij draagt daar dezelfde trui als de vermoedelijke moordenaar, voor wie Harriet erg schrok tijdens een jaarlijkse optocht, gevonden op een serie onscherpe archiefbeelden van een lokale krant. Salander realiseert zich daardoor dat Martin verantwoordelijk is voor de verdwijning van Harriet.
Mikael Blomkvist komt daar ook achter wanneer Martin hem met een injectie verdooft en hij even later vastgebonden weer bijkomt. Hij bevindt zich in de goed uitgeruste dodenkamer onder Martins woning, waar hij zijn slachtoffers pleegt te martelen en hen daarna vermoordde. Dat bleken er tientallen meer te zijn dan de vijf vrouwen die Blomkvist en Salander hadden ontdekt. Vader Gottfried begon met deze serie op basis van zijn antisemitische denkbeelden, maar Martin zette de reeks vanaf zijn zestiende voort door willekeurig kansarme vrouwen - prostituees, illegale migranten, ... - af te maken omdat hem dat een kick geeft. Hoewel Martin zonder reserve vertelt over zijn moordpraktijken, ontkent hij stellig iets met de verdwijning van Harriet te maken te hebben. Hij hangt Blomkvist vervolgens een strop om en hangt hem op, maar Lisbeth Salander arriveert net op tijd op haar motorfiets om te beletten dat Blomkvist sterft en ze doet Martin op de vlucht slaan. Hij gaat ervandoor in zijn wagen, zij zet de achtervolging in. Hij raakt met hoge snelheid een vrachtwagen, crasht en komt - beklemd - om in zijn brandende wagen, terwijl Lisbeth Salander toekijkt.
Mikael Blomkvist wordt met alle egards ontvangen door zijn opdrachtgever, diens advocaat en de inmiddels gepensioneerde rechercheur. Hij vertelt hen dat zijn opdracht nog niet ten einde is, want hij gelooft dat Martin Harriet niet heeft omgebracht, en denkt zelfs dat zij nog leeft. Blomkvists spoor leidt naar Australië, hij zoekt en ziet daar zijn vermoeden bevestigd. 
Het weerzien van de dood gewaande Harriet met haar oom Henrik is erg emotioneel. Harriet vertelt hem dat ze vanaf haar veertiende werd misbruikt door Gottfried en later ook door Martin, die nog vele malen erger was. Toen Gottfried haar op een dag achtervolgde naar een roeiboot, viel hij in het water en heeft ze hem ondergeduwd met een roeispaan tot hij verdronken was. Martin was daarvan weliswaar getuige, maar verdween uit haar dagelijks leven op het eiland omdat hij naar een kostschool in Uppsala ging. Op de dag dat Harriet gefotografeerd werd toen ze naar de optocht keek, zag ze aan de overkant de teruggekeerde Martin staan. Doodsbang is ze toen, zo snel mogelijk, naar de werkkamer van Henrik Vanger gevlucht om alles te vertellen. Door het ongeluk op de brug die dag was Henrik niet aanwezig, waarna Harriet zich wendde tot haar nicht Anita die haar geholpen heeft te ontsnappen in de kofferbak van haar wagen.

### Epiloog
Blomkvist heeft de helft van zijn gevangenisstraf erop zitten als Salander hem daar komt opzoeken. Ze heeft een tas vol documenten meegenomen en overhandigt die om snel weer te verdwijnen. Als Mikael haar papieren doorleest, blijkt dat Lisbeth de praktijken van zakenman Wennerström helemaal heeft doorgelicht. Voor zijn neus liggen nu de bewijzen waarmee Blomkvist een nieuw verhaal over Wennerström kan schrijven voor Millennium, waarin hij diens financiële misdrijven met betrekking tot drugskartels en illegale wapenhandel in de derde wereld met harde feiten kan staven. 
Later ziet Blomkvist op televisie dat de op de vlucht geslagen Wennerström is gevonden, vermoedelijk nadat hij zelfmoord heeft gepleegd. Er blijken echter verschillende miljoenen van zijn rekening te zijn gehaald door een op camerabeelden vastgelegde, onherkenbare vrouw. Blomkvist herkent daarop Salander, maar van hem heeft ze niets te vrezen.

## Rolverdeling
| - Michael Nyqvist – Mikael Blomkvist - Noomi Rapace - Lisbeth Salander - Lena Endre - Erika Berger - Sven-Bertil Taube - Henrik Vanger - Marika Lagercrantz - Cecilia Vanger - Peter Haber - Martin Vanger - Peter Andersson - Nils Bjurman - Ingvar Hirdwall - Dirch Frode - David Dencik - Janne Dahlman - Björn Granath - Gustaf Morell - Annika Hallin - Annika Giannini - Sofia Ledarp - Malin Eriksson - Thomas Köhler - Plague - Michalis Koutsogiannakis - Dragan Armanski - Per Oscarsson - Holger Palmgren | - Ewa Fröling - Harriet Vanger - Stefan Sauk - Hans Erik Wennerström - Fredrik Ohlsson - Brännlund - Gösta Bredefeldt - Harald Vanger - Gunnel Lindblom - Isabella Vanger - Willie Andréason - Birger Vanger - Jacob Ericksson - Christer Malm - Christian Fiedler - Otto Falk - Margareta Stone - Birgit Falk - Reuben Sallmander - Enrico - Julia Sporre - jonge Harriet Vanger - Linn Björlund - jonge Anita Vanger - Jesper Larsson - jonge Mikael Blomkvist - Tehilla Blad - jonge Lisbeth Salander - Yasmine Garbi - Mimmi |